# Роккасл (округ, Кентуккі)
Шаблон:StateAbbr_ 37°22′ пн. ш. 84°19′ зх. д. / 37.36° пн. ш. 84.32° зх. д.
Округ  Роккасл (англ. Rockcastle County) — округ (графство) у штаті  Кентуккі, США. Ідентифікатор округу 21203.

## Історія
Округ утворений 1810 року.

## Демографія
За даними перепису 
2000 року 
загальне населення округу становило 16582 осіб, зокрема міського населення було 2715, а сільського — 13867.
Серед мешканців округу чоловіків було 8201, а жінок — 8381. В окрузі було 6544 домогосподарства, 4763 родин, які мешкали в 7353 будинках.
Середній розмір родини становив 2,95.
Віковий розподіл населення поданий у таблиці:
| Стать    | До 15 років | 15-21 | 22-29 | 30-39 | 40-49 | 50-65 | 65-85 | Понад 85 |
| -------- | ----------- | ----- | ----- | ----- | ----- | ----- | ----- | -------- |
| Чоловіки | 1731        | 782   | 904   | 1310  | 1200  | 1322  | 872   | 80       |
| Жінки    | 1605        | 738   | 926   | 1265  | 1163  | 1440  | 1042  | 202      |

## Виноски
1. ↑  U.S. Decennial Census. United States Census Bureau. Процитовано 19 серпня 2014.
2. ↑  Historical Census Browser. University of Virginia Library. Архів оригіналу за 11 серпня 2012. Процитовано 19 серпня 2014.
3. ↑  Population of Counties by Decennial Census: 1900 to 1990. United States Census Bureau. Процитовано 19 серпня 2014.
4. ↑  Census 2000 PHC-T-4. Ranking Tables for Counties: 1990 and 2000 (PDF). United States Census Bureau. Процитовано 19 серпня 2014.
5. ↑  State & County QuickFacts. United States Census Bureau. Архів оригіналу за 7 червня 2011. Процитовано 6 березня 2014.(англ.) Наведено за англійською вікіпедією.
6. ↑  American FactFinder. Бюро перепису населення США. Архів оригіналу за 26 лютого 2012. Процитовано 31 січня 2008.

| США | Це незавершена стаття з географії США. Ви можете допомогти проєкту, виправивши або дописавши її. |